# Japoatã (kommun)
Japoatã är en kommun i Brasilien.   Den ligger i delstaten Sergipe, i den östra delen av landet, 1 300 km nordost om huvudstaden Brasília. Antalet invånare är 12 947.
Följande samhällen finns i Japoatã:
- Japoatã

Omgivningarna runt Japoatã är huvudsakligen savann. Runt Japoatã är det ganska glesbefolkat, med 34 invånare per kvadratkilometer.